# Charles François Lhomond
Charles François Lhomond, dit l'abbé Lhomond, né le 26 octobre 1727 à Chaulnes, en Picardie, et mort à Paris le 31 décembre 1794, est un enseignant français de l'Université de Paris. Humaniste érudit et grammairien pédagogue, il est l'auteur du manuel pour latinistes De viris illustribus urbis Romæ.

## Biographie

### Famille et formation
Charles François Lhomond est le fils de Louis Lhomond, notaire à Chaulnes. Son oncle Charles Lhomond est curé à Misery, non loin de Chaulnes, de 1720 à sa mort, en 1755, à l'âge de 61 ans. Charles François Lhomond passe les premières années de sa vie auprès de ce prêtre.
Né dans une famille pauvre d'origine écossaise, Lhomond montre des dispositions à l’étude qui le mènent au séminaire. Il obtient une bourse au collège d'Inville à Paris, où il se distingue par sa conduite et son ardeur au travail. Il ne se fait pas moins remarquer en Sorbonne, où il termine ses études théologiques.

### Régent de sixième au collège du cardinal Lemoine
À peine a-t-il reçu les ordres que son mérite lui fait conférer le principalat de la maison d’Inville. Ce petit collège ayant été supprimé peu de temps après, il entre avec le titre de régent de sixième au collège du Cardinal-Lemoine, dans le Quartier latin, et renonce alors à la pension qu’il touchait comme ancien principal, ne voulant pas, comme il le dit un jour à l’abbé Haüy, d’un cumul qui l’aurait rendu trop riche.
Cet exemple de désintéressement est caractéristique de l'ecclésiastique qui refuse durant vingt ans d’abandonner, pour des fonctions plus élevées, la classe de sixième, fort négligée à cette époque. Le dévouement de l’abbé Lhomond lui vaut, de la part de l’assemblée du clergé de France, une gratification qu’il emploie à couvrir les frais de la première édition de sa Grammaire latine.

### Sauvé par un ancien élève pendant la Terreur
Devenu émérite, Lhomond emploie ses loisirs à écrire les ouvrages qui font sa réputation. La retraite profonde où il vit ne l’empêche pas d’être incarcéré, avec son ancien collègue et son ami l’abbé Haüy, au séminaire Saint-Firmin, en 1793, pour avoir refusé de prêter serment à la constitution civile du clergé. Tallien, qui a été l’élève de Lhomond au collège du Cardinal-Lemoine, s’emploie, à la sollicitation de Haüy, à sauver le professeur, et réussit.

## Postérité de son œuvre
Ceux qui ont connu l’abbé Lhomond l’ont représenté comme un homme simple dans ses manières, d’un abord froid mais franc et agréable. Il avait toujours à la bouche cette pensée qui est l’âme de ses écrits : « La jeunesse est un précieux dépôt dont on répond à Dieu et à la patrie. »
Son nom grandit depuis sa mort dans la proportion des services que ses ouvrages ont rendus à l’instruction publique, à ce point qu’une ville et un bourg, Amiens et Chaulnes, se sont disputé l’honneur de lui élever une statue.
Il serait difficile de trouver un autre exemple d’une réputation aussi solidement assise que celle de Lhomond ne reposant cependant que sur un manuel scolaire. La Grammaire latine de l’abbé Lhomond fut adoptée dans presque tous les collèges de France grâce à sa clarté et sa précision stylistique. On a fait des centaines d'éditions des Éléments de la Grammaire Latine, tant en France qu’en Belgique et en Suisse.
Quant à son De viris illustribus, il est resté en usage en France jusqu’au milieu du XXe siècle et est toujours largement utilisé dans les collèges en Suisse.
Les autres ouvrages dus à la plume de Lhomond ont eu également beaucoup de vogue et furent longtemps utilisés dans les classes élémentaires des établissements d’instruction.

## Hommages
- Amiens :
  - statue de l'abbé Lhomond par Gédéon de Forceville dans la cour de l'ancienne abbaye Saint-Jean ;
  - une rue du centre ville porte le nom de rue Lhomond ;
- Chaulnes : statue de l'abbé Lhomond par Eugène-Louis Lequesne érigée en 1860 sur la Grand-Place. Cette statue détruite pendant la Grande Guerre a été remplacée par une statue réalisée par Albert Roze.
- Paris :
  - une rue porte son nom, rue Lhomond dans le Ve arrondissement de Paris, à proximité du lycée Henri-IV et de l’École normale supérieure de la rue d'Ulm.

## Publications
Lhomond a laissé plusieurs ouvrages destinés prioritairement à l’enseignement :
- De viris illustribus urbis Romæ a Romulo ad Augustum , vers 1775, in-18

Rééd. De Viris. Les grands hommes de Rome, traduit et présenté par Jacques Gaillard, Arles, Actes Sud, 1995 (coll. Babel n° 164)  (ISBN 2742705740)Son ouvrage le plus connu, avec lequel des générations de Français ont appris le latin.
- Éléments de la grammaire latine, Paris, 1779, in-12 ;
- Éléments de la grammaire française, in-12 ;
- Doctrine chrétienne, Paris, 1783, in-12 ;
- Epitome historiæ sacræ, ibid., 1784, in-12 ;
- Histoire abrégée de l’Église, ibid., I787, in-12 ;
- Histoire abrégée de la Religion avant la venue de Jésus-Christ ; ibid., 1791, in-12 ;
- Doctrine chrétienne expliquée, en forme de lectures de piété, où l’on expose les preuves de la religion, les dogmes de la foi, les règles de la morale, ce qui concerne les sacrements et la prière.
- De viris illustribus : latin et traduction en français sur le site https://www.prima-elementa.fr/Auteurs/Lhomond.html